# Ступино (Дмитровський міський округ)
Сту́пино (рос. Ступино) — присілок у складі Дмитровського міського округу Московської області, Росія.

## Населення
Населення — 9 осіб (2010; 20 у 2002).
Національний склад (станом на 2002 рік):
- росіяни — 100 %